# Bambani
Bambani est une ville de l'union des Comores, situé sur l'île de Grande Comore. En 2010, sa population est estimée à 1 174 habitants.